# Frido Kordon
Fridolin Moritz Kordon (* 15. September 1869 in Wien; † 17. Dezember 1944 in Graz), bekannt als Frido Kordon, war ein österreichischer Alpinist und Schriftsteller.

## Leben
Frido Kordon wurde als Sohn von Fridolin Kordon und Maria Anna Brechtl geboren. Der Vater war Uhrmacher und Goldarbeiter in der Wiener Mariahilfer Straße und stammte aus Weißenstein in Baden-Württemberg, die Mutter war die Tochter eines Gastwirtes aus Wien. Im Jahr 1871, nur wenige Monate nach der Geburt des 2. Kindes Anna Helena Maria, starb der Vater an einer Lungenentzündung. Die Mutter heiratete 1872 den in Linz geborenen Apotheker Eduard Müllner. Im selben Jahr zog die Familie nach Gmünd in Kärnten, nachdem Müllner die dortige Apotheke von ihrem Gründer Friedrich Scholz gekauft hatte. Aus der zweiten Ehe seiner Mutter entstanden für Frido Kordon 4 Halbschwestern: Emilie Augusta, Luise, Paula Anna und Theodora.
Frido Kordon absolvierte in Gmünd die Volksschule und wechselte dann an das Untergymnasium in Klagenfurt, ehe er in der Apotheke seines Stiefvaters zu arbeiten begann. Daran schloss sich ein Studium der Pharmazie in Graz an, das Kordon als Magister abschloss. Nach dem Militärdienst in Wien zog Kordon 1891 wieder nach Gmünd zurück, wo er als Provisor in der Apotheke seiner mittlerweile erneut verwitweten Mutter arbeitete. Ed. Müllners Witwe Apotheke zum Hl. Geist am Hauptplatz 18 ging im Jahr 1900 in seinen Besitz über. Im selben Jahr am 3. September 1900 heiratete er Fanny Keber, die Tochter des Hausbesitzers, die das Gebäude als Hochzeitsgeschenk erhielt.
Kordon, der sich auch schriftstellerisch betätigte, gründete die AV-Sektion Gmünd, deren Obmann er viele Jahre lang blieb, und war von 1896 bis 1914 Mitglied des Gemeinderates. Er förderte den Fremdenverkehr, der damals in den Tälern um Gmünd begann, indem er unter anderem seine Wandererlebnisse in der Lieser- und Maltataler Gegend beschrieb und illustrierte. Die Berichte wurden in zahlreichen Zeitungen veröffentlicht. Unter anderem regte er den Bau der Osnabrücker, der Gießener und der Kattowitzer Hütte an und sorgte für den Umbau der Schönau-Jagdhäuser zur Gmünder Hütte. Auch der Ausbau von Wanderwegen und Steigen in der Umgebung geht zum Teil auf Kordon zurück.
Kordon überarbeitete und erweiterte das Buch Gmünd in Kärnten und seine Umgebung von Josef Fresacher und schrieb Broschüren und Prospekte über Gmünd. Aus dem Jahr 1903, in dem eine Hochwasserkatastrophe Kordons Heimat heimsuchte, stammt sein Vortrag mit 135 Skioptikonbildern, den er in der Wiener Urania hielt. Die von ihm eingeleitete Hilfsaktion für die Hochwasseropfer war so erfolgreich, dass er 1904 die Ehrenbürgerschaft der Gemeinde Malta erhielt.
1897 und 1899 begleitete er den Bergmaler E. T. Compton in die Hafner- bzw. Reißeckgruppe und beschrieb dieses Wandergebiet. 1914 verkaufte Kordon seine Apotheke, um sich ganz der Schriftstellerei widmen zu können. Er zog nach Graz, kehrte aber regelmäßig zu langen Aufenthalten nach Gmünd zurück. Unter anderem verfasste er Dichtungen für Festspiele, die in Gmünd aufgeführt wurden. 1926 gab er den Führer durch die Ankogelgruppe einschließlich der Hochalmspitz-, Hafner- und Reißeckgruppe heraus. Mitverfasser war Robert Hüttig.

## Ehrungen
Außer der Ehrenbürgerwürde der Gemeinde Malta erhielt Kordon auch die Ehrenbürgerschaft der Stadt Gmünd. Er wurde Ehrenvorsitzender der AV-Sektion Gmünd und Ehrenmitglied verschiedener weiterer Alpenvereinssektionen. Nach Frido Kordon sind der Kordonspitz und die Frido-Kordon-Hütte am Stubeck benannt.